# Jari Räsänen
Jari Räsänen, född den 28 januari 1966 i Maninga, är en finländsk före detta längdåkare som tävlade under 1980- och 1990-talet.
Räsänen lyckades aldrig nå topp tre i världscupen men han var däremot en framstående mästerskapsåkare som en del av det finländska stafettlag som under 1980- och 1990-talen tog flera mästerskapsmedaljer. Två gånger nådde det finländska laget tredje platsen vid stafetten i de olympiska spelen (både vid OS 1992 och OS 1994). Dessutom har Räsänen fyra medaljer från VM.
Räsänen stämde journalisten Johanna Aatsalo för ärekränkning då hon avslöjat att Räsänen varit dopad och använt tillväxthormoner. I en rättegång år 2000 dömdes hon till böter men har i efterhand visats haft rätt. Räsänen var dopad inför OS i Nagano.